# 格外樓神
格外樓神（英語：Buildings Department Special）是一齣由香港電台電視部和屋宇署合作拍攝的電視劇集。劇集以真人真事改編，透過一連七集的半小時戲劇，希望讓市民對屋宇署有更深入的了解，並加強樓宇安全意識。由2021年1月2日至2月20日於港台電視31播放。

## 製作
劇集由屋宇署兼香港電台電視部聯合製作，劇組在相對豐厚的資源底下，製作上不惜工本：圍繞故事主線的演員已有十數人，又邀請隸屬消防處的坍塌搜救專隊客串；全數實景拍攝，更在旺角封街兼搭建綠幕，以電腦特效營造倒塌現場頹垣敗瓦的畫面。 袁富華在劇中飾演屋宇署結構工程師，提起11年前的唐樓倒塌事件，他稱好難忘，「搭景」十分逼真，能想像到當年的慘況。受疫情影響，「真相」在一年內經歷過數次拍攝延期和轉換班底，最終2020年9月開拍。 陸駿光謂：「導演跟我說，我演的流浪漢是上帝視角，原本沒有這個角色，是寫好劇本之後，導演（黎敏儀，身兼編劇）覺得要加一個角色，令整個故事多一個層次。」陸駿光覺得不可以放過任何演出機會，就當作是自我試煉的機會，「演員最好玩就是這樣！」

## 每集主題
| 集數 | 播映日期      | 單元主題       | 導演   | 演員 |
| 01   | 2021年1月2日  | 真相（上、下） | 黎敏儀 | 袁富華 飾 趙宇琛 張松枝 飾 莫永康 李任燊 飾 詹柏林 陸駿光 飾 流浪漢 黎萬宏 飾 曾近平 趙善恆 飾 白偉琳 黃樹棠 飾 盧逸遠 張蔓姿 飾 李穎珊 萬斯敏 飾 趙宇琛妻 陳曾寧 飾 趙詠姿 方健儀 飾 魏素文 歐陽偉豪 飾 范逸如 陳子豐 飾 凌學禮 黃文標 飾 John哥 葉進 飾 尹立天 陳桂芬 飾 發展局局長 黃素歡 飾 李穎珊母親 |
| 02   | 2021年1月9日  | 真相（上、下） | 黎敏儀 | 袁富華 飾 趙宇琛 張松枝 飾 莫永康 李任燊 飾 詹柏林 陸駿光 飾 流浪漢 黎萬宏 飾 曾近平 趙善恆 飾 白偉琳 黃樹棠 飾 盧逸遠 張蔓姿 飾 李穎珊 萬斯敏 飾 趙宇琛妻 陳曾寧 飾 趙詠姿 方健儀 飾 魏素文 歐陽偉豪 飾 范逸如 陳子豐 飾 凌學禮 黃文標 飾 John哥 葉進 飾 尹立天 陳桂芬 飾 發展局局長 黃素歡 飾 李穎珊母親 |
| 03   | 2021年1月23日 | 安樂窩         | 楊慧雅 | 呂熙 飾 成禮文（Steven） 陳麗雲 飾 蘭姨 鄭敬基 飾 鍾日發（發記） 歐陽偉豪 飾 范逸如（Ben Sir） 張紋嘉 飾 Yvonne 羅雪妍 飾 呂雪瑩（Eva） |
| 04   | 2021年1月30日 | 一家之主       | 區達開 | 黎萬宏 飾 曾近平 陳凱詠 飾 陳婉儀（Mika） 郭慧 飾 曾近平太太 張滿源 飾 德哥 李尚正 飾 洪大力 鄭啟泰 飾 王子良（王Sir） |
| 05   | 2021年2月6日  | 人生馬拉松     | 區達開 | 陳國邦 飾 韋嘉芙（舅父） 楊英偉 飾 呂非同 岑珈其 飾 榮哥 尹光 飾 孝叔 蔡運華 飾 社工 |
| 06   | 2021年2月13日 | 見招拆招       | 楊慧雅 | 陳子豐 飾 凌學禮 吳海昕 飾 方碧儀（Jackie） 張雷 飾 勁爺 樓南光 飾 招牌大王霍生 高翰文 飾 潘正文 熊倬樂 飾 珍姐兒子 李建邦 飾 二師弟 |
| 07   | 2021年2月20日 | 樓上樓下       | 楊敬存 | 余香凝 飾 Kristy 鄭敬基 飾 鍾日發（發記） 吳浣儀 飾 六姨婆 譚小環 飾 菲姐 |

## 外部連結
- 格外樓神 （页面存档备份，存于） 香港電台電視部